# 바다 (1983년 드라마)
《바다》는 1983년 11월 5일에 방영된 TV문학관이다.

## 출연
- 사미자
- 주현
- 김영철
- 장민호
- 강부자
- 백수련
- 서영진
- 박준금
- 최헌철
- 박성호
- 김정훈
- 정소미